# Campeonato Capixaba de Futebol de Areia
O Campeonato Capixaba de Futebol de Areia é o campeonato estadual de seleções municipais de futebol de areia do Estado do Espírito Santo organizado pela Federação de Beach Soccer do Espírito Santo (Febses).

## História
A primeira edição aconteceu na Praia de Camburi, Vitória no ano de 2000. A competição contou com oito seleções. A seleção de Serra venceu a equipe de Vitória na final por 5 a 1 e conquistou o título. Buru, ex-jogador da Seleção Brasileira, foi eleito o melhor jogador.
A capital capixaba, Vitória, sediou a competição até 2004. De 2005 a 2015 a competição foi disputada em Cariacica.
Em 2010 a seleção de Vitória conquista o sexto título, o maior vencedor da competição, ao vencer nos pênaltis a seleção de Marilândia na final. Esta edição contou com a presença de atletas da Seleção de Portugal: Madjer, Alan e Marinho.
Em 2016, pela primeira vez, a competição não foi disputada. Em 2017 a competição retorna a ser sediada em Vitória contando com oito seleções.
A seleção de Anchieta conquista o tricampeonato ao vencer a seleção de Vitória na final por 6 a 5 com três gols de Bruno Xavier.
Em 2018 Anchieta conquista o quarto título, segundo consecutivo, ao vencer a seleção de Vila Velha na final por 8 a 4. No ano seguinte, o Anchieta conquista novamente o título em cima do Vila Velha. O tricampeonato foi conquistado na Praia da Costa, pela primeira vez realizado em Vila Velha.

## Edições
| Edição | Ano  | Local      | Campeão           | Vice-campeão      |
| ------ | ---- | ---------- | ----------------- | ----------------- |
| 1ª     | 2000 | Vitória    | Serra             | Vitória           |
| 2ª     | 2001 | Vitória    | Marechal Floriano | Vitória           |
| 3ª     | 2002 | Vitória    | Vitória           | Aracruz           |
| 4ª     | 2003 | Vitória    | Vitória           | Cariacica         |
| 5ª     | 2004 | Vitória    | Vitória           | Vila Velha        |
| 6ª     | 2005 | Cariacica  | Cariacica         | Marechal Floriano |
| 7ª     | 2006 | Cariacica  | Marechal Floriano | Vila Velha        |
| 8ª     | 2007 | Cariacica  | Vitória           | Marechal Floriano |
| 9ª     | 2008 | Cariacica  | Vitória           | Vila Velha        |
| 10ª    | 2009 | Cariacica  | Pedro Canário     | Anchieta          |
| 11ª    | 2010 | Cariacica  | Vitória           | Marilândia        |
| 12ª    | 2011 | Cariacica  | Vila Velha        | Anchieta          |
| 13ª    | 2012 | Cariacica  | Cariacica         | Vila Velha        |
| 14ª    | 2013 | Cariacica  | Anchieta          | Cariacica         |
| 15ª    | 2014 | Cariacica  | Anchieta          | Vila Velha        |
| 16ª    | 2015 | Cariacica  | Pedro Canário     | Vila Velha        |
| –      | 2016 | Não houve  | Não houve         | Não houve         |
| 17ª    | 2017 | Vitória    | Anchieta          | Vitória           |
| 18ª    | 2018 | Vitória    | Anchieta          | Vila Velha        |
| 19ª    | 2019 | Vila Velha | Anchieta          | Vila Velha        |
| 20ª    | 2020 | Não houve  | Não houve         | Não houve         |
| 21ª    | 2021 | Vila Velha | Anchieta          | Vila Velha        |
| 22ª    | 2022 | Vila Velha | Vila Velha        | Colatina          |